# Grand Prix automobile du Brésil 1999
GP précédent GP suivant
Le Grand Prix automobile du Brésil 1999 (Grande Prêmio Marlboro do Brasil 1999), disputé le 11 avril 1999 sur le circuit d'Interlagos, est la 632e épreuve du championnat du monde de Formule 1 courue depuis 1950. Il s'agit de la vingt-septième édition du Grand Prix du Brésil comptant pour le championnat du monde de Formule 1 et de la deuxième manche du championnat 1999.

## Qualifications
| 1                               | 1  | Mika Häkkinen         | McLaren-Mercedes   | 1 min 16 s 568 |
| 2                               | 2  | David Coulthard       | McLaren-Mercedes   | 1 min 16 s 715 |
| 3                               | 16 | Rubens Barrichello    | Stewart-Ford       | 1 min 17 s 305 |
| 4                               | 3  | Michael Schumacher    | Ferrari            | 1 min 17 s 578 |
| 5                               | 9  | Giancarlo Fisichella  | Benetton-Playlife  | 1 min 17 s 810 |
| 6                               | 4  | Eddie Irvine          | Ferrari            | 1 min 17 s 843 |
| 7                               | 11 | Damon Hill            | Jordan-Mugen-Honda | 1 min 17 s 884 |
| 8                               | 8  | Heinz-Harald Frentzen | Jordan-Mugen-Honda | 1 min 17 s 902 |
| 9                               | 10 | Alexander Wurz        | Benetton-Playlife  | 1 min 18 s 334 |
| 10                              | 17 | Johnny Herbert        | Stewart-Ford       | 1 min 18 s 374 |
| 11                              | 6  | Ralf Schumacher       | Williams-Supertec  | 1 min 18 s 506 |
| 12                              | 18 | Olivier Panis         | Prost-Peugeot      | 1 min 18 s 636 |
| 13                              | 19 | Jarno Trulli          | Prost-Peugeot      | 1 min 18 s 684 |
| 14                              | 11 | Jean Alesi            | Sauber-Petronas    | 1 min 18 s 716 |
| 15                              | 12 | Pedro Diniz           | Sauber-Petronas    | 1 min 19 s 194 |
| 16                              | 5  | Alessandro Zanardi    | Williams-Supertec  | 1 min 19 s 452 |
| 17                              | 14 | Pedro de la Rosa      | Arrows             | 1 min 20 s 016 |
| 18                              | 20 | Stéphane Sarrazin     | Minardi-Ford       | 1 min 20 s 075 |
| 19                              | 15 | Toranosuke Takagi     | Arrows             | 1 min 20 s 096 |
| 20                              | 21 | Marc Gené             | Minardi-Ford       | 1 min 20 s 710 |
| 21                              | 22 | Jacques Villeneuve    | BAR-Supertec       | 1 min 19 s 377 |
| Règle des 107% : 1 min 21 s 928 |    |                       |                    |                |
| Nq                              | 23 | Ricardo Zonta         | BAR-Supertec       | —              |

Qualifié en seizième position, Jacques Villeneuve est déclassé pour utilisation de carburant non conforme.
Blessé lors des Essais libres du samedi matin, Ricardo Zonta est forfait pour les qualifications.

## Classement
| Pos. | No | Pilote                | Écurie             | Tours | Temps/Abandon                      | Grille | Points |
| ---- | -- | --------------------- | ------------------ | ----- | ---------------------------------- | ------ | ------ |
| 1    | 1  | Mika Häkkinen         | McLaren-Mercedes   | 72    | 1 h 36 min 03 s 785 (193,013 km/h) | 1      | 10     |
| 2    | 3  | Michael Schumacher    | Ferrari            | 72    | + 4 s 925                          | 4      | 6      |
| 3    | 8  | Heinz-Harald Frentzen | Jordan-Mugen-Honda | 71    | + 1 tour                           | 8      | 4      |
| 4    | 6  | Ralf Schumacher       | Williams-Supertec  | 71    | + 1 tour                           | 11     | 3      |
| 5    | 4  | Eddie Irvine          | Ferrari            | 71    | + 1 tour                           | 6      | 2      |
| 6    | 18 | Olivier Panis         | Prost-Peugeot      | 71    | + 1 tour                           | 12     | 1      |
| 7    | 10 | Alexander Wurz        | Benetton-Playlife  | 70    | + 2 tours                          | 9      |        |
| 8    | 15 | Toranosuke Takagi     | Arrows             | 69    | + 3 tours                          | 19     |        |
| 9    | 21 | Marc Gené             | Minardi-Ford       | 69    | + 3 tours                          | 20     |        |
| Abd. | 14 | Pedro de la Rosa      | Arrows             | 52    | Panne hydraulique                  | 17     |        |
| Abd. | 22 | Jacques Villeneuve    | BAR-Supertec       | 49    | Panne hydraulique                  | 21     |        |
| Abd. | 5  | Alessandro Zanardi    | Williams-Supertec  | 43    | Boîte de vitesses                  | 16     |        |
| Abd. | 16 | Rubens Barrichello    | Stewart-Ford       | 42    | Moteur                             | 3      |        |
| Abd. | 12 | Pedro Diniz           | Sauber-Petronas    | 42    | Sortie de piste                    | 15     |        |
| Abd. | 9  | Giancarlo Fisichella  | Benetton-Playlife  | 38    | Embrayage                          | 5      |        |
| Abd. | 20 | Stéphane Sarrazin     | Minardi-Ford       | 31    | Accident                           | 18     |        |
| Abd. | 11 | Jean Alesi            | Sauber-Petronas    | 27    | Boîte de vitesses                  | 14     |        |
| Abd. | 2  | David Coulthard       | McLaren-Mercedes   | 22    | Boîte de vitesses                  | 2      |        |
| Abd. | 19 | Jarno Trulli          | Prost-Peugeot      | 21    | Boîte de vitesses                  | 13     |        |
| Abd. | 17 | Johnny Herbert        | Stewart-Ford       | 15    | Panne hydraulique                  | 10     |        |
| Abd. | 11 | Damon Hill            | Jordan-Mugen-Honda | 10    | Collision                          | 7      |        |
| Np.  | 23 | Ricardo Zonta         | BAR-Supertec       |       | Accident                           |        |        |

## Pole position et record du tour
- Pole position : Mika Häkkinen en 1 min 16 s 568 (vitesse moyenne : 201,797 km/h).
- Meilleur tour en course : Mika Häkkinen en 1 min 18 s 448 au 70e tour (vitesse moyenne : 196,961 km/h).

## Tours en tête
- Mika Häkkinen : 38 (1-3 / 38-72)
- Rubens Barrichello : 23 (4-26)
- Michael Schumacher : 11 (27-37)

## Statistiques
- 10e victoire pour Mika Häkkinen.
- 117e victoire pour McLaren en tant que constructeur.
- 22e victoire pour Mercedes en tant que motoriste.
- 1er et unique Grand Prix pour Stéphane Sarrazin en remplacement de Luca Badoer, blessé à la main en essais privés .